# Donde vá mamá?
Où va maman ?
L'eau-forte Donde vá mamá? (en français Où va maman ?) est une gravure de la série Los caprichos du peintre espagnol Francisco de Goya. Elle porte le numéro 66 dans la série des 80 gravures. Elle a été publiée en 1799.

## Interprétations de la gravure
Il existe divers manuscrits contemporains qui expliquent les planches des Caprichos. Celui qui se trouve au Musée du Prado est considéré comme un autographe de Goya, mais semble plutôt chercher à dissimuler et à trouver un sens moralisateur qui masque le sens plus risqué pour l'auteur. Deux autres, celui qui appartient à Ayala et celui qui se trouve à la Bibliothèque nationale, soulignent la signification plus décapante des planches.
- Explication de cette gravure dans le manuscrit du Musée du Prado :
Madama es hidrópica y la mandan pasear. Dios quiera que se alivie.
(Madame est hydropique et on lui ordonne de se promener. Dieu veuille qu'elle aille mieux)[3].

- Manuscrit de Ayala :
idem[3].

- Manuscrit de la Bibliothèque nationale :
La lascivia y embriaguez en las mujeres traen tras de sí infinitos desordenes y brujerías verdaderas.
(La lascivité et l'ivresse chez les femmes amènent des désordres infinis et de véritables sorcelleries)[3].

La grande méchanceté est accompagnée de vices plus petits. Goya a-t-il pensé à la reine Marie-Louise déformée par ses quinze maternités et entourée de sa cour ? 

## Technique de la gravure

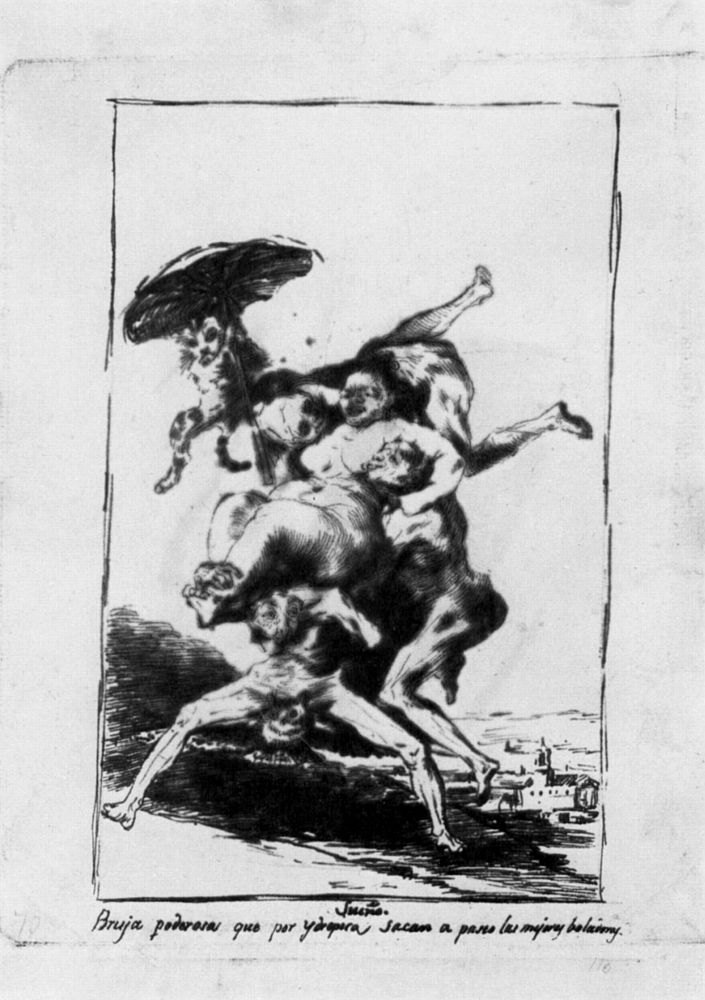
Dessin préparatoire.

L'estampe mesure 206 × 164 mm sur une feuille de papier de 306 × 201 mm.
Goya a utilisé l'eau-forte, l'aquatinte et la pointe sèche.
Le dessin préparatoire est à l'encre de noix de galle, avec des traces de crayon noir. Il porte comme titre : Sueño 9. Bruja poderosa que por ydropica sacan a paseo las mejores boladoras. Dans la marge supérieure, au crayon : « 9 ». Dans l'angle inférieur gauche, au crayon : « 70 ». Dans l'angle inférieur droit, au crayon : « 110 ». Le dessin préparatoire mesure 240 × 168 mm.

## Catalogue
- Numéro de catalogue G02153 de l'estampe au Musée du Prado.
- Numéro de catalogue D04205 du dessin préparatoire au Musée du Prado.
- Numéro de catalogue 51-1-10-65 au Musée Goya de Castres.